# Keeper (jogo eletrônico)
Keeper é um futuro jogo de aventura com elementos de quebra cabeça, desenvolvido pela Double Fine Productions e publicado pela Xbox Game Studios, o jogo foi anunciado no Xbox Games Showcase de 2025 .O lançamento está previsto para 17 de outubro de 2025 para Microsoft Windows e Xbox Series X/S, o jogo vai ser lançando também  no primeiro dia no Xbox Game Pass.

## Jogabilidade e enredo
Em Keeper, o jogador controla um farol ambulante que ganhou pernas e, junto de uma ave marinha, explora uma ilha misteriosa. A jogabilidade gira em torno da utilização do feixe de luz do farol para interagir com o ambiente, resolver quebra-cabeças e enfrentar uma força sombria que ameaça a ilha.
A ave que acompanha o protagonista também é uma peça central na jogabilidade, sendo essencial para acionar mecanismos e acessar locais de difícil alcance. O jogo adota uma narrativa sem diálogos, utilizando elementos visuais e ambientais para contar sua história.

## Desenvolvimento
O desenvolvimento de Keeper é liderado por Lee Petty, designer veterano da Double Fine, conhecido por seu trabalho em jogos como Stacking, Broken Age, Rad e Psychonauts 2. A ideia surgiu durante a pandemia de COVID-19, quando Petty começou a refletir sobre temas como isolamento, conexão e um mundo pós-humano.
O desenvolvimento teve uma pausa temporária enquanto a equipe priorizava o término de Psychonauts 2, lançado em 2021.

## Recepção antecipada
O anúncio de Keeper foi bem recebido pela mídia especializada, que destacou seu estilo artístico poético, atmosfera contemplativa e proposta de narrativa sem palavras.